# 唐三藏

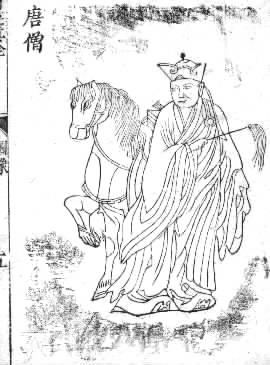
唐三藏與白龍馬

唐三藏，亦稱唐僧，中國古典神魔小說《西遊記》主要角色，孙悟空、豬八戒、沙悟淨和白龍馬的師傅。

## 概要

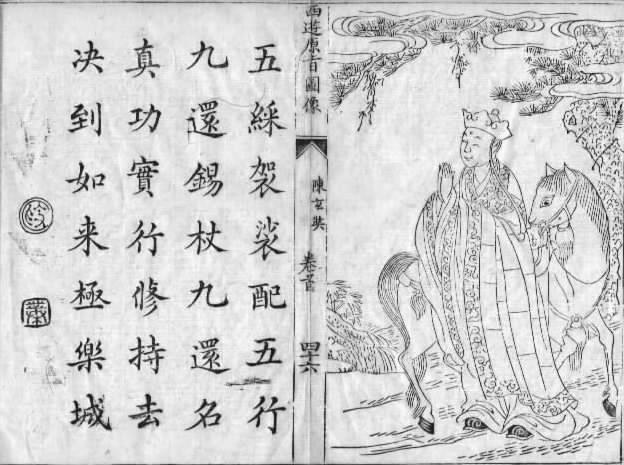
唐三藏

唐僧、唐三藏原型是唐代玄奘法師。宋《大唐三藏取經詩話》中，也以「玄奘」來稱呼唐三藏，小说中，唐三藏性格善良慈悲且意志坚定，但有时又显得迂腐且不辨是非，《西游记》中，唐僧所持宝物为觀世音菩薩所赠的九环锡杖和锦斓袈裟，在故事最後，唐三藏修成正果，受封旃檀功德佛。真實的歷史中，玄奘所譯經典至今尚有心经与药师经等，当时法師走陆路出新疆葱岭（今帕米尔高原）到印度，回國後應唐太宗之命根據旅途所見所聞編纂出了《大唐西域记》，到1560年代中，明作家吴承恩改写成章回小说《西游记》。
今日不明佛教的大眾受到《西遊記》影響，常誤解「三藏」為玄奘專屬的稱號。實際上，「三藏法師」是一種敬稱，指精通佛教聖典三大類別「經、律、論」等三藏的法師，又稱三藏比丘、三藏聖師，或略稱三藏，因此，將三藏之號特指一人是錯誤的。稱「唐三藏」意在尊稱其為「唐國的三藏法師」，有避其名諱之用。除玄奘外，史上著名三藏法師還有東漢安世高、東晉鳩摩羅什與法顯、南朝宋求那跋陀羅、唐實叉難陀、義淨與大廣智不空等；日本史上唯一的三藏法師為靈仙法師。

## 註記
1. ↑  此名取材自三十五佛之一的旃檀功德佛（英语：Thirty-five Confession Buddhas）。